# 神津恭介
神津 恭介（かみづ きょうすけ）は、高木彬光の推理小説に登場する架空の名探偵。初登場は高木のデビュー作でもある『刺青殺人事件』。

## 人物
本職は東京大学医学部法医学教室助教授（その後、教授職を務め退官）。1920年（大正9年）9月25日生まれ。血液型はO型。
長身（5尺6寸、約169センチメートル）の美男子で、6カ国語（英・独・仏・露・ギリシア・ラテン）に長け、第一高等学校時代に発表した数学の整数論に関する論文が認められるなど、「神津の前に神津なく、神津の後に神津なし」と評された天才。ピアノの腕前もプロ級である。1943年（昭和18年）頃、陸軍中尉として北京の陸軍病院につとめていた際に、モンゴル人と親しくなり、モンゴル語を学んだことがあるともいう。
東京府立第四中学校から第一高等学校理科乙類に入学。のちに彼と数々の事件を共にし、その記録を残す松下研三と出会い、一高伝統の全寮制の生活を共にする。この時に『わが一高時代の犯罪』・『輓歌』の事件に遭遇する。その後、東京帝国大学医学部に入学、従軍して外地にいたが帰国し、大学に戻り、法医学教室に所属する。直後に松下研三から『刺青殺人事件』の謎を持ちかけられ、これを解決する。以後『呪縛の家』に登場する一高の元同級生、卜部鴻一が予言した通りに、警視庁の囑託として犯罪事件に関わるようになる。
「氷人」・「木石」と揶揄され、恋愛には縁がないように見えるが、3度ほど自分から恋をしている。初恋の女性は一高時代に知り合った水町知恵子で、その後、オペラ女優水島真理子との恋におちいる。1957年（昭和32年）に東大文学部助教授、井村梅吉の助手、大麻鎮子と相思相愛になり、ゴールイン間近と思われたが、それが実現しなかったことが、『古代天皇の秘密』の中で明らかにされている。
『死神の座』事件を解決した礼として、新藤精一郎より「王国の鍵」を貰う。
江戸川乱歩の明智小五郎、横溝正史の金田一耕助と並んで「日本三大名探偵」と称される。名前は、戦後に登場した二人の先輩探偵、金田一耕助と加賀美敬介のイニシャルがともにK・Kであることから、それにあやかってイニシャルがK・Kになるようにしたものという。
作者はあるインタビューで、神津恭介のことを「彼はいわゆる本格派の系列に入る天才的名探偵です。しかし、余りに天才すぎて現実から浮いてしまいました。それは、彼を想像する時、経済と恋愛を考えなかったのが原因だと思います。そのため私も後でいろいろ苦労しましたよ」と評している。
本名で解決する事件のほか、「墨野隴人」と名乗り5つの事件を解決する。
『刺青殺人事件』の初刊本では「かうづ」とルビが振られており、当初は「神津」の読み方は諸説あって統一されていなかった。『人形はなぜ殺される』のなかで、松下研三から神津に宛てた電報に「カミヅ」（初刊本では「カミズ」）と記されたことで、ようやく読みが確定した。

## 登場作品

### 長編
- 刺青殺人事件
- 呪縛の家
- 魔弾の射手
- 地獄の舞姫（未完）
- わが一高時代の犯罪
- 白妖鬼
- 輓歌
- 悪魔の嘲笑
- 人形はなぜ殺される
- 死を開く扉
- 成吉思汗の秘密
- 白魔の歌
- 火車と死者
- 死神の座
- 邪馬台国の秘密
- 狐の密室[注 5]
- 古代天皇の秘密
- 七福神殺人事件
- 仮面よ、さらば[注 6]
- 神津恭介への挑戦
- 神津恭介の復活
- 神津恭介の予言

など

### 短編
- 妖婦の宿
- 影なき女
- 原子病患者
- 邪教の神

など

## 演じた俳優
明智小五郎や金田一耕助に比べて回数は少ないが、数回映像化されている。

### 映画
- 河崎保 - 『わが一高時代の犯罪』東映 1951年[注 7]

### テレビドラマ
- 津川雅彦 - 『わが一高時代の犯罪』NHK 1966年
- 近藤正臣 - 『探偵・神津恭介の殺人推理』テレビ朝日 1983年 - 1992年
- 村上弘明 - 『天才・神津恭介の殺人推理』テレビ朝日 1997年 - 2002年
- 片岡愛之助 - 『名探偵 神津恭介』フジテレビ 2014年

### 舞台
- 林一敬
  - 『神津恭介シリーズ 呪縛の家』ノサカラボ 2023年
  - 『神津恭介シリーズ わが一高時代の犯罪』ノサカラボ 2024年